# Hệ thống phân loại rượu vang Bordeaux 1855

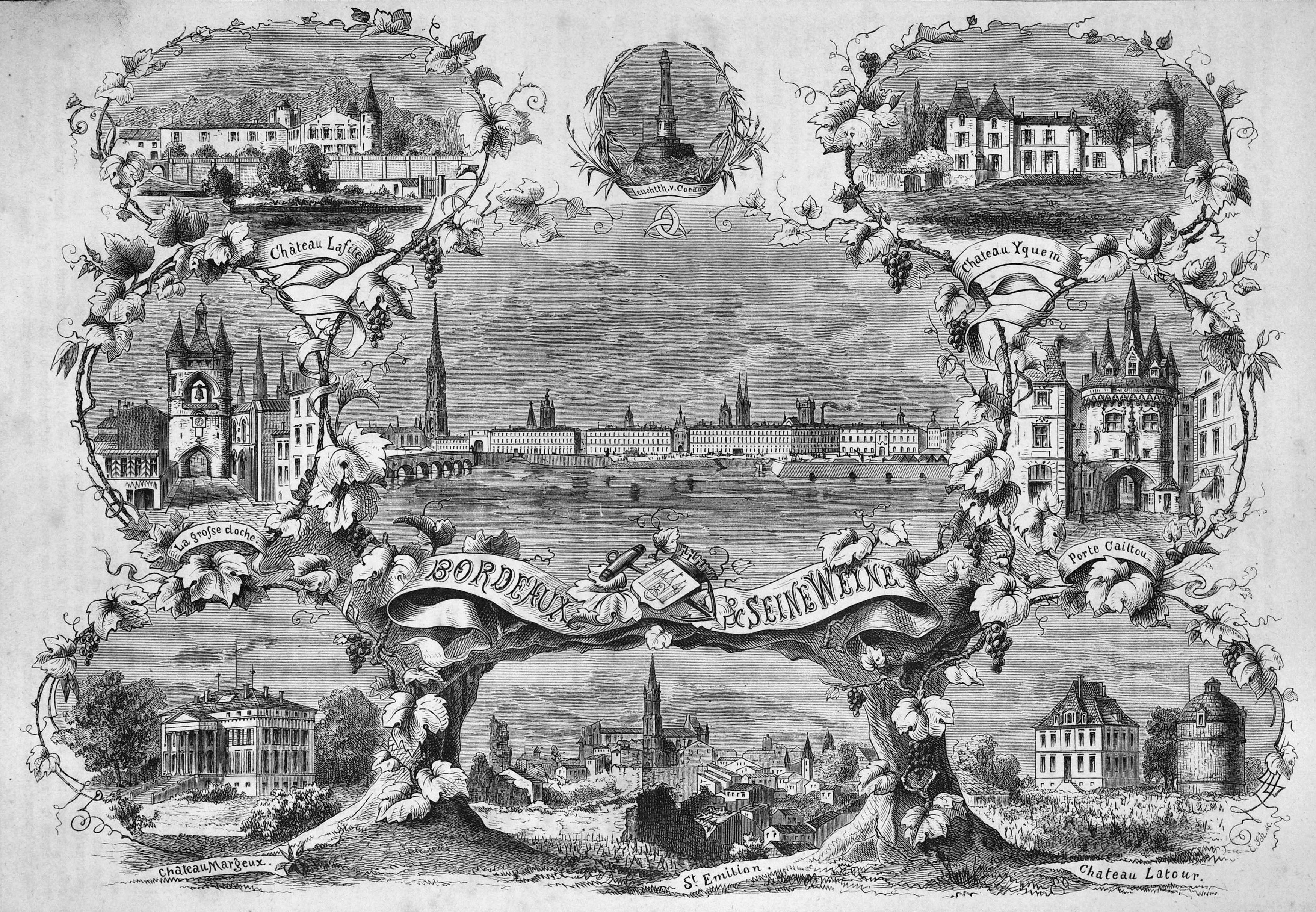
Hệ thống phân loại rượu vang Bordeaux 1855

Hệ thống phân loại rượu vang Bordeaux 1855 (tiếng Pháp: Classification officielle des vins de Bordeaux de 1855) là hệ thống phân loại chất lượng và giá thành rượu vang của các nhà sản xuất vùng Bordeaux được thành lập theo lệnh của hoàng đế Napoléon III nhằm chuẩn bị cho Hội chợ Thế giới 1855 tổ chức ở Paris. Cho đến ngày nay, đây vẫn là hệ thống phân loại có giá trị tham khảo quan trọng nhất đối với rượu vang Bordeaux.

## Phân loại
Các nhà sản xuất rượu vang ở Bordeaux được gọi là các château. Các château ở Médoc chuyên sản xuất rượu vang đỏ (Château Haut-Brion ở Graves cũng sản xuất vang đỏ. Rượu vang trắng Bordeaux được sản xuất ở vùng Sauternes và Barsac. Tổng cộng hệ thống phân loại có 88 château (61 sản xuất vang đỏ, 27 sản xuất vang trắng). Các château được chia thành 5 hạng (cru). Từ năm 1855 cho tới nay, hệ thống phân loại này chỉ có 2 thay đổi, đó là vào tháng 9 năm 1855 Château Cantemerle được thêm vào hạng 5 (cinquieme cru) và vào năm 1973 Château Mouton-Rothschild được thăng từ hạng 2 lên hạng 1 (premier cru). 5 nhãn hiệu vang đỏ được xếp hạng Premier Cru của Bordeaux là Château Lafite-Rothschild, Château Latour, Château Margaux, Château Mouton Rothschild và Château Haut-Brion. Nhãn hiệu vang trắng được xếp hạng cao nhất (Premier Cru Supérieur) là Château d'Yquem.

## Rượu vang đỏ

### Premier Cru
Château Lafite-Rothschild, Pauillac 

Château Latour, Pauillac 

Château Margaux, Margaux 

Château Mouton Rothschild, Pauillac (hạng 2 năm 1855, thăng hạng 1 năm 1973)

Château Haut-Brion, Pessac-Léognan, Graves (thuộc Pessac cho đến năm 1986)

### Deuxième Cru
Château Rauzan-Gassies, Margaux 

Château Rauzan-Ségla, Margaux (tên cũ Château Rausan-Ségla)

Château Léoville Barton, St.-Julien 

Château Léoville Las Cases, St.-Julien 

Château Léoville Poyferré, St.-Julien

Château Durfort-Vivens, Margaux 

Château Gruaud-Larose, St.-Julien 

Château Lascombes, Margaux 

Château Brane-Cantenac, Margaux (Cantenac-Margaux) 

Château Pichon-Longueville, Pauillac

Château Pichon Longueville Comtesse de Lalande, Pauillac

Château Ducru-Beaucaillou, St.-Julien 

Château Cos d'Estournel, St.-Estèphe 

Château Montrose, St.-Estèphe

### Troisième Cru
Château Kirwan, Margaux (Cantenac-Margaux) 

Château d'Issan, Margaux (Cantenac-Margaux) 

Château Lagrange, St.-Julien 

Château Langoa Barton, St.-Julien

Château Giscours, Margaux (Labarde-Margaux) 

Château Malescot St. Exupéry, Margaux 

Château Boyd-Cantenac, Margaux 

Château Cantenac Brown, Margaux (Cantenac-Margaux) 

Château Palmer, Margaux (Cantenac-Margaux) 

Château La Lagune, Haut-Médoc (Ludon) 

Château Desmirail, Margaux 

Château Calon-Ségur, St.-Estèphe 

Château Ferrière, Margaux 

Château Marquis d'Alesme Becker, Margaux

### Quatrième Cru
Château Saint-Pierre, St.-Julien 

Château Talbot, St.-Julien

Château Branaire-Ducru, St.-Julien 

Château Duhart-Milon, Pauillac 

Château Pouget, Margaux (Cantenac-Margaux) 

Château La Tour Carnet, Haut-Médoc (St.-Laurent) 

Château Lafon-Rochet, St.-Estèphe 

Château Beychevelle, St.-Julien 

Château Prieuré-Lichine, Margaux (Cantenac-Margaux) 

Château Marquis de Terme, Margaux

### Cinquième Cru
Château Pontet-Canet, Pauillac 

Château Batailley, Pauillac 

Château Haut-Batailley, Pauillac 

Château Grand-Puy-Lacoste, Pauillac 

Château Grand-Puy Ducasse, Pauillac 

Château Lynch-Bages, Pauillac 

Château Lynch-Moussas, Pauillac 

Château Dauzac Margaux (Labarde) 

Château d'Armailhac, Pauillac (tên cũ Château Mouton-Baronne-Philippe)

Château du Tertre, Margaux (Arsac) 

Château Haut-Bages Libéral, Pauillac 

Château Pédesclaux, Pauillac 

Château Belgrave, Haut-Médoc (St.-Laurent) 

Château de Camensac, Haut-Médoc (St.-Laurent) (tên cũ Château Camensac)

Château Cos Labory, St.-Estèphe

Château Clerc-Milon, Pauillac 

Château Croizet-Bages, Pauillac 

Château Cantemerle, Haut-Médoc (Macau) (được thêm vào hệ thống năm 1856)

## Rượu vang trắng

### Premier Cru Supérieur
Château d'Yquem, Sauternes

### Premier Cru
château La Tour Blanche, Bommes (Sauternes) 

Château Lafaurie-Peyraguey, Bommes (Sauternes) 

Château Clos Haut-Peyraguey, Bommes (Sauternes) 

Château de Rayne-Vigneau, Bommes (Sauternes) 

Château Suduiraut, Preignac (Sauternes) 

Château Coutet, Barsac 

Château Climens, Barsac 

Château Guiraud, Sauternes 

Château Rieussec, Fargues (Sauternes) 

Château Rabaud-Promis, Bommes (Sauternes) 

Château Sigalas-Rabaud, Bommes (Sauternes)

### Deuxième Cru
Château Myrat, Barsac 

Château Doisy Daëne, Barsac 

Château Doisy-Dubroca, Barsac 

Château Doisy-Védrines, Barsac 

Château d'Arche, Sauternes 

Château Filhot, Sauternes 

Château Broustet Barsac 

Château Nairac, Barsac 

Château Caillou, Barsac 

Château Suau, Barsac 

Château de Malle, Preignac (Sauternes)

Château Romer, Fargues (Sauternes)

Château Romer du Hayot, Fargues (Sauternes)

Château Lamothe, Sauternes 

Château Lamothe Guignard, Sauternes